# 사토 데쓰타로
사토 데쓰타로(일본어: 佐藤 鐡太郎, 1866년 8월 22일 ~ 1942년 3월 4일)는 일본의 해군 군인이다. 일본 귀족원 의원, 가쿠슈인 교수를 지내기도 했다.

## 생애
쇼나이번사 히라무키 유지로의 아들이지만 자라면서 사토 야스유키의 양자로 들어갔다. 해군병학교를 14기로 졸업하고 제국 해군에 임관하였다. 청일 전쟁 당시 포함 아카기 항해장으로 참전했는데, 이 때 함장 사카모토 하치로타(坂元八郎太)가 전사하자 대신 아카기를 지휘했다. 그 후 해군 대학교 교관 등을 거쳐 러일 전쟁 때는 가미무라 히코노조가 이끄는 제2함대의 선임 참모로 참전했다. 전쟁 후 해군대학교 교관을 다시 맡았으며, 군령부 차장, 해군대학교 교장, 마이즈루 진수부 사령장관 등을 지냈지만, 당시 총리였던 가토 도모사부로와 군비 감축을 두고 다투다 결국 1923년 퇴역했다. 퇴역 후 가쿠슈인 교수를 맡아 쇼와 천황을 가르쳤으며, 1934년 일본 귀족원 의원이 되었다. 만년에는 도조 히데키의 아버지인 도조 히데노리 등처럼 전쟁사를 연구했다.

## 일본 해군의 이론가
야마모토 곤노효에는 육군이 주, 해군이 종(陸主海従)인 국방 방침을 해군이 주, 육군이 종(海主陸従)으로 바꾸려고 했는데, 그 일환으로 1899년에 사토 데쓰타로를 1년반 동안 영국에 파견한데 이어 미국에 8개월간 주재 근무를 하게 했다. 사토는 귀국후 해군대학의 교관이 되어 자신의 강의를 정리한 <제국국방론>을 냈고, 당시 육군대신 야마모토 곤노효에는 이 책을 메이지 천황에게 바쳤다. 또 <제국국방사론> 등을 패내, 해군 예산의 획득이나 제도적으로 해군을 육군과 비슷한 수준으로 정비해야 한다고 주장했다.